# Fritz-René Vanderpyl
Fritz-René Vanderpyl (Frits Remy Reinier van der Pijl, selon l’état civil), né le 27 août 1876 à La Haye (Pays-Bas) et mort 12 janvier 1965 à Lagnes (Vaucluse), est un poète, romancier, journaliste, critique d'art et critique culinaire. Arrivé à Paris le 20 septembre1899, il fut chroniqueur au Petit Parisien de 1920 à 1940.

## Biographie
Après une scolarité peu brillante (malgré quelques années passées au célèbre pensionnant de Rolduc) et des débuts littéraires plus que mitigés aux Pays-Bas, le Néerlandais a choisi de quitter sa terre natale pour vivre dans la capitale française. Il nourrit une seule ambition : se faire poëte. Tant bien que mal, le polyglotte survit en exerçant essentiellement comme guide indépendant pour des touristes étrangers, parmi lesquels Jack London. Ainsi, il finit par connaître toutes les salles du Louvre, nombre de quartiers et de monuments de la capitale mais aussi beaucoup de villes et de contrées françaises et européennes. Même s'il vit le plus souvent dans le dénuement, il fréquente souvent, grâce à cette activité, hôtels et restaurants de luxe. De la sorte, il aiguise son goût de la gastronomie, né dans les cuisines du réputé restaurant Van der Pijl fondé par son grand-père à La Haye, Plaats 18[réf. nécessaire].
Dès 1901, Fritz Vanderpyl intègre peu à peu la bohème parisienne, côtoyant les peintres fauves puis les cubistes ainsi que les futuristes. Maurice de Vlaminck, Kees van Dongen, Picasso ou encore Ardengo Soffici sont parmi ses compagnons de l'époque. Habitué des bistrots de Montmartre et de la Closerie des Lilas, il se lie aussi avec bien des poètes, principalement Paul Fort, André Salmon et Guillaume Apollinaire. Pendant quelques années, il évolue par ailleurs dans le cercle des jeunes qui ne tardent pas à fonder l'Abbaye de Créteil. Georges Duhamel, Alexandre Mercereau, René Arcos et Charles Vildrac font alors partie de ses intimes. Ce sont d'ailleurs eux qui éditent sur leur presse, en 1907, le premier recueil de poèmes français du Batave. Au cours des mêmes années, celui-ci publie dans La Plume, Le Mercure de France, Vers et Prose et dans bien d'autres feuilles et périodiques[réf. nécessaire].

Fritz Vanderpyl (barbu) sous l'uniforme pendant la Grande Guerre.

 Avec son grand ami le poète Guy-Charles Cros, le Hollandais se lance dans la critique picturale. Et peu après son mariage avec la Provençale Hermine Augé (1872-1966), il publie un premier ouvrage qui traduit son amour de la peinture : Six promenades au Louvre. De Giotto à Puvis de Chavannes. Quelques mois après avoir fondé une revue éphémère, il s'engage, en 1914, comme ses camarades Kisling, Apollinaire et Canudo, dans la Légion étrangère. Début 1915, il obtient la nationalité française. En 1916-1918, il est simple soldat en Franche-Comté puis à Paris, au sein des services de la propagande et de la censure. Là, Vanderpyl fait la connaissance du publiciste Alexandre Cohen et retrouve bientôt le convalescent Apollinaire. Dans sa revue L'Arbitraire (1919), Fritz publie les vers qu'il a adressés à ce dernier et la réponse de l'auteur d'Alcools, mais aussi la partition de l'œuvre vocale composée par Arthur Honegger sur son poème « Nature morte ». 
La guerre finie, le Haguenois obtient, grâce à son copain Maurice de Vlaminck, un poste de chroniqueur au sein du Petit Parisien, le quotidien alors le plus lu de France. Dans ce journal, mais aussi dans maints autres périodiques, le naturalisé publie des milliers d'articles sur l'art et sur la gastronomie. Et à l'instar du camarade Salmon, il donne quelques nouvelles graveleuses à des magazines de pin-up. La plus grande partie de sa production est écrite en français, mais, à l'occasion, il rédige des pages en néerlandais ou en anglais. Ami d'Ezra Pound et de T. S. Eliot, il voit ainsi ses papiers ou encore certains de ses vers paraître outre-Manche et outre-Atlantique. Pendant une vingtaine d'années, il reste en contact avec James Joyce. Les auteurs, artistes et voyageurs Jan et Cora Gordon font partie de ses autres relations anglo-saxonnes. En 1927, le critique reçoit la légion d'honneur[réf. nécessaire].

Collectionneur dans l'âme, Fritz Vanderpyl met à profit sa position de critique pour constituer une collection de toiles assez fascinante. Jean Schalekamp, écrit à son sujet

« L’un des Néerlandais les plus singuliers et curieux qu’il m’ait été donné de rencontrer. […] Au sens strict, il était poète, écrivain et critique d’art de métier, en rien un Hollandais. Il ne se souvenait même plus du moindre mot de sa langue maternelle. Aussi étonnant cela puisse-t-il paraître, il parlait un français irréprochable mais toujours, au bout de près de soixante ans, avec un fort accent batave. […] C’était un replet octogénaire à la barbichette et la moustache blanches soignées, un personnage tout droit sorti de ce XIXe siècle à la fin duquel il avait gagné Paris pour ne plus jamais en repartir. […] Il était une figure de légende qui avait vécu à une époque de légende. Verlaine, Apollinaire, André Salmon, Max Jacob, Alfred Jarry, Picasso, Maurice de Vlaminck, Van Dongen, Juan Gris, Braque, Kisling, Chabaud, Foujita, les morts comme les vivants, il les avait tous connus, avait trinqué avec eux et refait le monde dans le bistrot du père Azon et dans d’autres cafés de Montmartre ou de Montparnasse. Les murs de son logement disparaissaient sous des tableaux et les portraits – cadre contre cadre – que ces artistes avaient faits de lui. Une valeur de plusieurs dizaines de millions, estimai-je. De derrière une petite pendule, il sorti un petit Kisling caché là car il ne le trouvait pas beau. Une pièce aux portraits, une pièce aux natures mortes et aux bouquets, une autre réservée aux fauvistes et aux surréalistes. Ainsi que quelques cubistes, même s’il ne les appréciait pas trop. Pendant des années, Picasso lui en avait voulu, racontait-il, car dans son livre Peintres de mon époque, il avait écrit à son sujet qu’il savait dessiner, mais quant à peindre… ‘‘Alors, tu fais toujours ton sale métier ?’’ lui avait lancé le maître il n’y avait pas si longtemps encore. ‘‘Je ne sais plus où les mettre, se plaignait-il, il y en a je ne sais combien au grenier. Je n’ai tout simplement plus de place ici.’’ J’aimerais bien, me suis-je dit, qu’il m’en donne quelques-uns, mais il n’est pas allé jusque-là. »

. On lui doit la découverte du peintre naïf Ferdinand Desnos, avec qui il se lie d'amitié et qu'il introduit dans les milieux artistiques. Il va également jouer un rôle important dans la carrière du Franc-Comtois Pierre Jouffroy, futur châtelain de Belvoir, et dans celle du Vauclusien Jean-Marie Fage. Comme beaucoup d'autres (Raoul Dufy, André Derain, Vlaminck, Sonia Lewitska, Simon Mondzain, Jean H. Marchand, André Favory, Charles Vildrac, Tobeen, Léopold Gottlieb, Fritz Herpfer, Richard Bloos, Maurice Robin, Libero Andreotti, Moïse Kisling, Auguste Chabaud, Charles Blanc, Marie Bonheur, Henri Doucet ou encore le cubiste néerlandais Lodewijk Schelfhout), ces trois peintres ont exécuté le portrait du Haguenois. Celui-ci a été d'autre part un inspirateur pour le galeriste Gérad Conoir ou encore pour l'écrivain Georges Vergnes[réf. nécessaire]. 

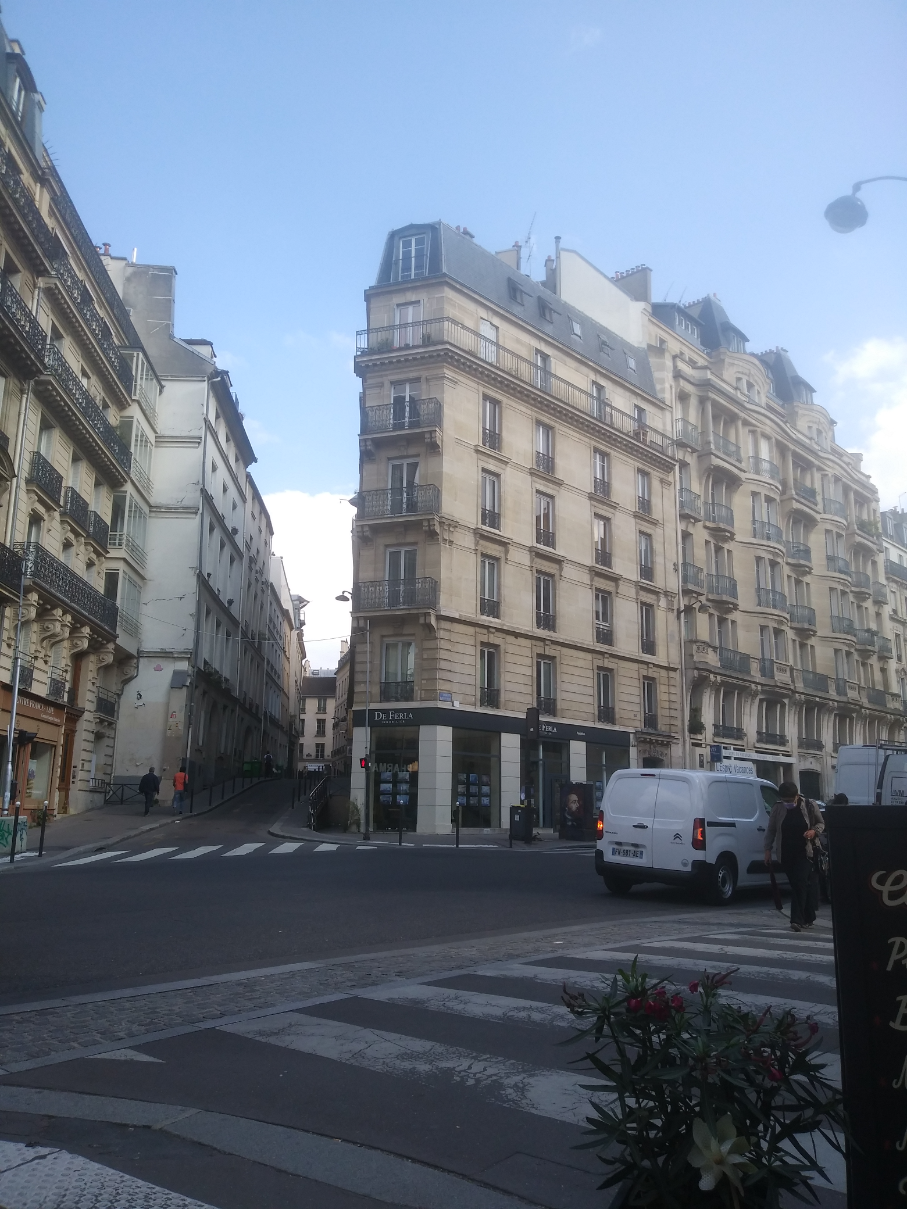
Au deuxième étage avec balcon du 13, rue Gay-Lussac, Paris V, l’appartement où le couple Vanderpyl a vécu pendant plus d’un demi-siècle siècle. Le lieu a entre autres été immortalisé par James Joyce et Ezra Pound.

Pendant la Seconde Guerre mondiale, Vanderpyl continue de publier des comptes rendus hebdomadaires sur les expositions, cette fois dans Paris-Midi et Paris-Soir. La Pariser Zeitung édite en traduction allemande quelques-uns de ses papiers sur des peintres. Mais c'est surtout sa brochure antisémite L’Art sans patrie, un mensonge (1942) qui lui vaudra de figurer, en 1944, sur la liste des écrivains infréquentables établie par le Comité national des écrivains. Il sera toutefois disculpé, peu après, des charges pesant sur lui. N'ayant plus guère l'occasion de faire éditer sa prose, l'homme de lettres rédige ses mémoires restés en grande partie inédits et tente, sans succès, de faire publier des pages du Journal qu'il a tenu, par intermittence, depuis 1903. Ces écrits prouvent que Vanderpyl a détesté le monde entier et qu'il a été en même temps un homme d'une extrême générosité.
Affaibli, Fritz Vanderpyl s'éteint en Provence auprès de sa belle-famille. Son ami André Dunoyer de Segonzac lui rend hommage dans Le Figaro littéraire. Quant à Hermine, membre de l'Association phonétique internationale, elle a survécu une année à son mari.

## Œuvres de Fritz-René Vanderpyl
- Van geluk dat waan is…, La Haye, N. Veenstra, 1899 (poésie).
- Les Saisons douloureuses, Paris/Créteil, L’Abbaye, 1907 (poésie).
- Les Saisons d’un poète, Paris, Eugène Figuière, 1911 (poésie).

Six promenades au Louvre. De Giotto à Puvis de Chavannes, Paris, Georges Crès, 1913 (essai sur l’art).
- Mon chant de guerre, Paris, La Belle édition, 1917 (poésie, illustrations d'André Dunoyer de Segonzac).
- Quelques poèmes de saisons, Paris, François Bernouard, 1919 (poésie, 5 bois de Jean H. Marchand).

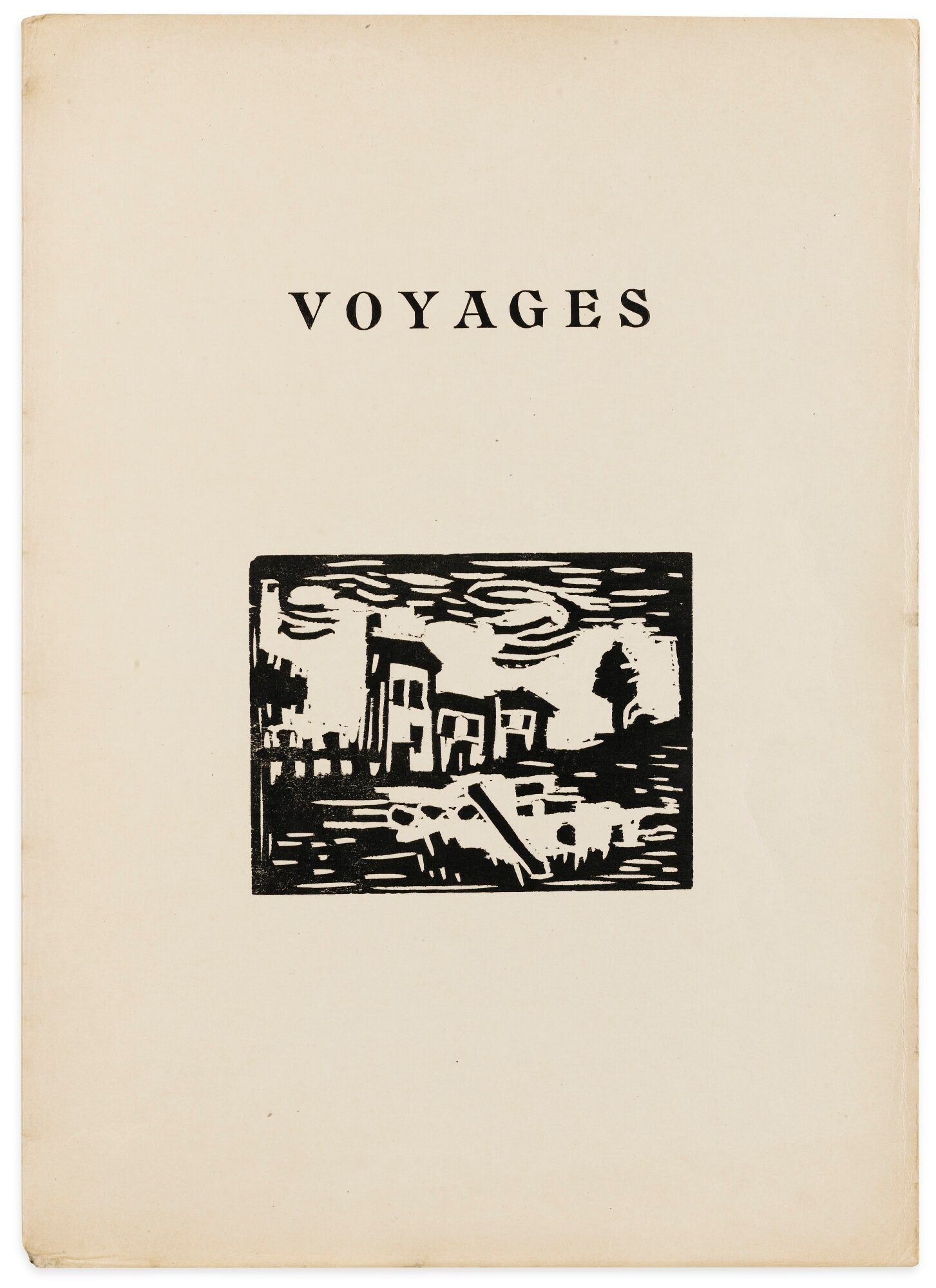
Voyages, Paris, Galerie Simon, 1920 (poésie, plusieurs bois de Maurice de Vlaminck).

- Voyages, Paris, Galerie Simon, 1920 (poésie, plusieurs bois de Maurice de Vlaminck).
- L’Américain, Paris, Grasset, 1923 (roman qui n’a pas été diffusé, imprimé à quelques exemplaires, publié à l’origine en plusieurs livraisons fin 1916 dans le Mercure de France sous le titre Marsden Stanton à Paris).
- Des gouttes dans l’eau. Poèmes 1916-1923, Paris, Léon Marseille, 1926 (poésie).

Antoine Wiertz, Bruxelles, Cahiers de Belgique, série « Peintres et sculpteurs belges », n° 3, 1931 (art).
- Peintres de mon époque, Paris, Librairie Stock, 1931 (essais sur l’art).
- Le Guide égaré, Paris, Mercure de France, 1939 (roman autobiographique).
- L’Art sans patrie, un mensonge : le pinceau d’Israël, Paris, Mercure de France, 1942 (brochure)
- Poèmes 1899-1950, Nantes, Le Cheval d’écume, 1950 (poésie, anthologie rehaussée d’un bois de Vlaminck).
- De père inconnu, Paris, Éditions du Scorpion, 1959 (roman).

## Personnes que Fritz Vanderpyl a côtoyées à une époque de sa vie(le nom des plus proches est souligné, la liste n’est pas exhaustive)

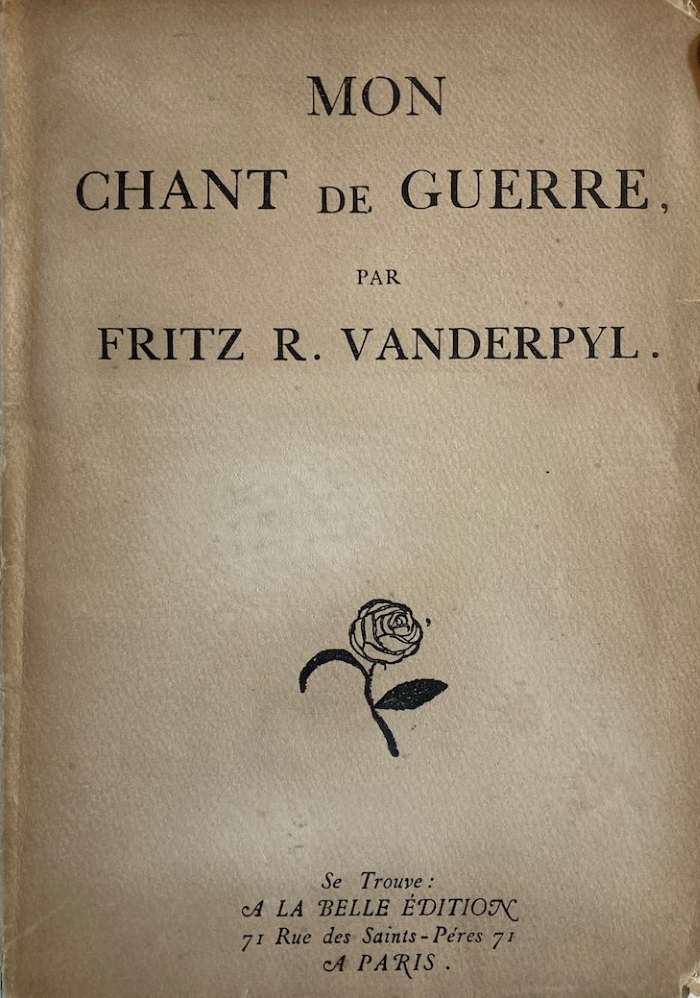
Vanderpyl, Mon chant de guerre, poème, 1917.

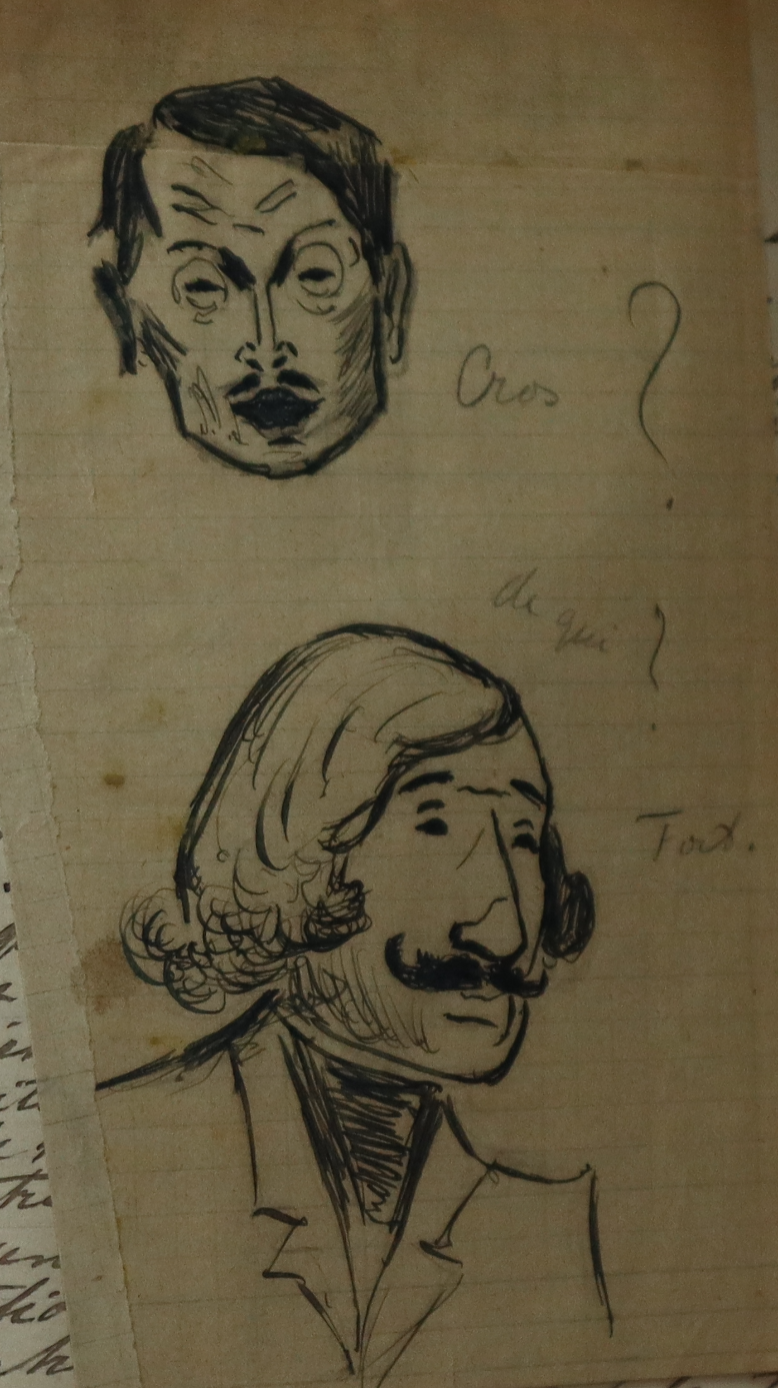
Portraits des poètes Guy-Charles Cros et Paul Fort, figurant dans le Journal de Fritz Vanderpyl.

Gens de Lettres : Paul Aeschimann, Jean Ajalbert, Albert-Jean, Roger Allard, Henri Allorge, Jean Amade, Guillaume Apollinaire, Armory, Octave Aubry, René Arcos, Henry Asselin, Marcel Aymé, Georges Barbarin, Henri Barbusse, André Barde, Adolphe Basler, Georges Batault, Lyman Frank Baum, Clive Bell, Henri Béraud, Maurice Betz, Adolphe van Bever, André Billy, Dop Bles, M. et Mme Karl Boës, Émile Boissier, Sylvain Bonmariage, Jean de Bonnefon, Robert Bosc, Saint-Georges de Bouhélier, Louis Bourdel, Georges Braque, André Breton, Théophile Briant, Jean-Marc Campagne, Ricciotto Canudo, Francis Carco, Guy de Cassagnac, Paul Castiaux, Frédéric-Auguste Cazals, Henry Certigny, Henriette Charasson, Jean Ernest-Charles, André Chesnier du Chesne, Muriel Ciolkowska, Sophus Claussen, Jean Clay, Gabriel Clouzet, Alexandre Cohen, Raphaël Cor, Émile Cottinet, Dominique Courbette, Maurice Cremnitz, Guy-Charles Cros, Gaston Danville, Théodode Daübler, Léon Daudet, Charles Dauzats, Maurice Dekobra, Maurice Delamain, André Delhay, Nicolas Deniker, Henry Dérieux, Léon Deubel, Fernand Divoire, Roland Dorgelès, Jean Dorsenne, Arno Dosch Fleurot, Charles Doury, Georges Duhamel, Louis Dumur, T. S. Eliot, Paul Eyquem, Louise Faure-Favier, Léon Faustin, Florent Fels, Félix Fénéon, Hector Fleischmann, Florian-Parmentier, Paul Fort, François Franzoni, Henri Fritsch-Estrangin, Maximilien Gauthier, Édouard Gazanion, Maurice Genevoix, André Germain, Mécislas Golberg, Enrique Gómez Carrillo, Louis de Gonzague Frick, Jan et Cora Gordon, Émile Goudeau, Jean Grave, Henry Guibert, Charles Guibier, Wentzel Hagelstam, Charles-Henry Hirsch, Olivier Hourcade, Sisley Huddleston, René Huyghe, Pierre Imbourg, Max Jacob, Edmond Jaloux, Alfred Jarry, Pierre Jean Jouve, James Joyce, Stanisław Korab-Brzozowski, Sigismund Krzyzanowski, Charles Kunstler, Robert de La Croix, Léo Larguier, Paul Léautaud, Marius-Ary Leblond, Marc Legrand, Meyer Levin, Albert Londres, Jack London, Camille Loutre, Pierre Mac Orlan, Henry de Madaillan, Maurice Magre, Henri Mahaut, Louis Mandin, Filippo Tommaso Marinetti, Julien Maigret dit Jean Marville, Charles Maurras, Pieter van der Meer de Walcheren, Catulle Mendès, Albert Mérat, Alexandre Mercereau, Jack Mercereau, Léon-Claude Mercerot, Victor Méric, Pierre Mille, Octave Mirbeau, Eugène Montfort, Jean Moréas, Charles Morice, Paul Morisse, Guy Mounereau, Vincent Muselli, Henri Nadal, Jacques Nayral, Raymond de Nys, René-Jean, Léo d’Orfer, Anne Osmont, Giovanni Papini, Paraf-Javal, Gaston de Pawlowski, Louis-Robert Pelletier, Charles-Louis Philippe, Mafféo-Charles Poinsot, Ezra Pound, Guy de Pourtalès, Edward Powys Mathers, Maurice Prax, Gaston Pulings, Raymond Queneau, Charlotte Rabette, Rachilde, Ernest Raynaud, Maurice Renard, Adolphe Retté, Robert Rey, Jeanne Reyneke van Stuwe, Marius Richard, Christian Rimestad, Jean Robaglia, Fernand Roches, Claude Roger-Marx, Paul-Napoléon Roinard, Jules Romains, Louis Roubaud, André Rouveyre, Han Ryner, Saint-Pol-Roux, André Salmon, Marcel Sauvage, Roland Schacht, Robert Scheffer, Alphonse Séché, Henry Spiess, Gaston Syffert, Jean Valmy-Baysse, Théo Varlet, Louis Vauxcelles, Albert Verdot, Georges Vergnes, Jean Vignaud, Charles Vignier, Charles Vildrac, Simon Vinkenoog, Tancrède de Visan, Ary-Renée d’Yvermont, Waldemar-George, Adrien Waseige, Louise Weiss, Léon Werth, Harvey Wickham…

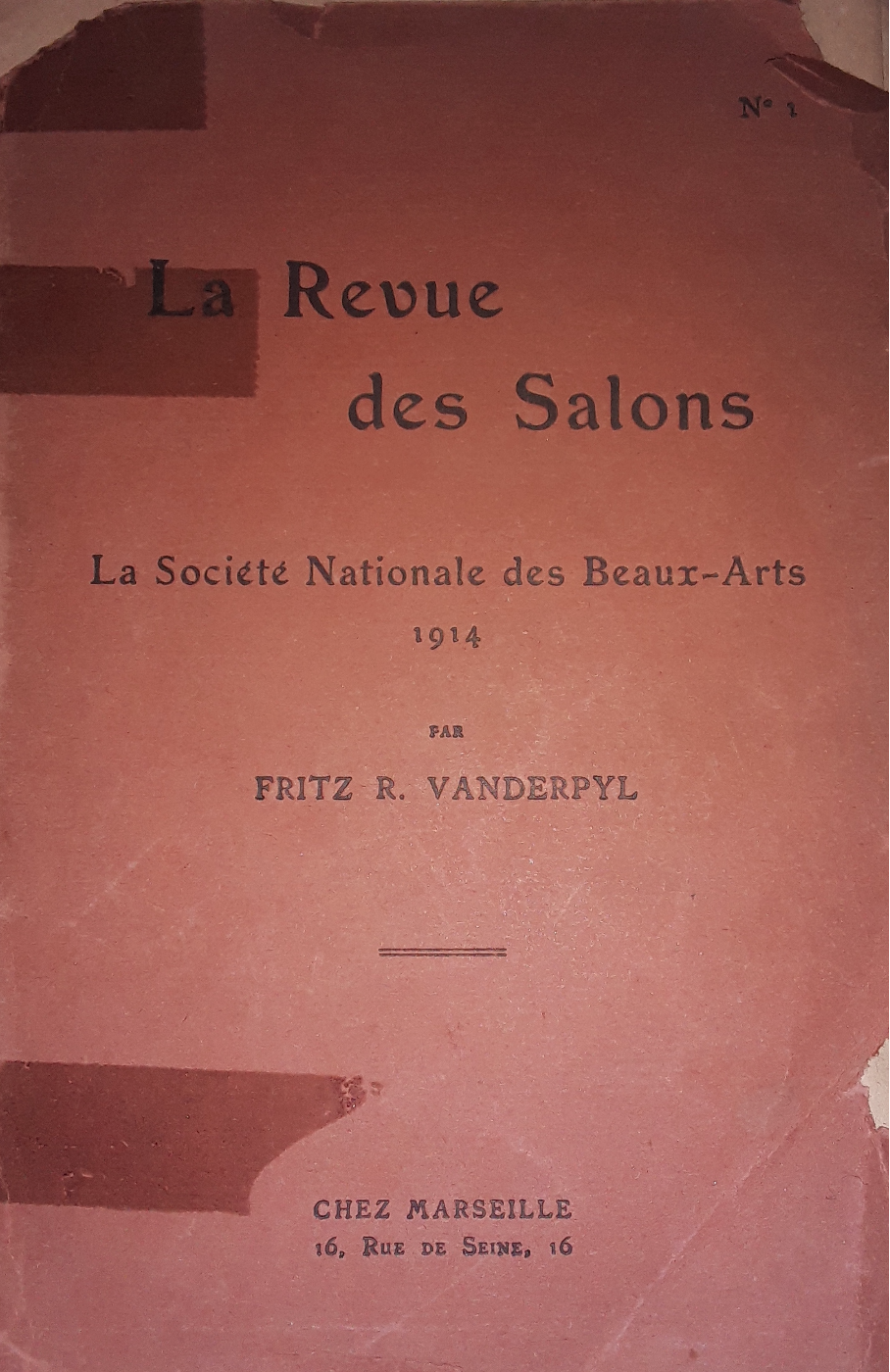
Vanderpyl, La Revue des Salons, n° 1, 1914. Seul numéro publié, peu avant le début de la guerre.

Plasticiens : Libero Andreotti, Alexandre Archipenko, Petrus Johannes Arendzen, Maurice Asselin, Daniel-Joseph Bacqué, Aldo Bartelletti-Daillon, Dora Bianka, Joseph Bernard, Bolesław Biegas, Jeanne Bieruma Oosting, Charles Blanc, Richard Bloos, Marie Bonheur (Mlle Gaudo-Paquet), Brancusi, Yves Brayer, Victor David Brenner, Umberto et Camille Brunelleschi, Jeanne Cals, Leonetto Cappiello, Emmanuel et Jeanne Centore, Marc Chagall, Jean Chapin, Émilie Charmy, Madeleine Charnaux, Charles Chartier, Humbert Cizaletti, Auguste Chabaud, Chalgalo, Félix Charpentier, Gaston Chopard, Pierre Choumoff, Euro Civis, Ilse Claussen, Jean Dehoorn, Aristide Delannoy, Robert et Sonia Delaunay, René Demeurisse, André Derain, Ferdinand Desnos, Fernand Deveze, Nelson Dias, Karl Edvard Diriks, Kees van Dongen, Henri Doucet, Jules Gabriel Dubois-Menant, Évelyne Dufau, Georges Dufrenoy, Raoul Dufy, André Dunoyer de Segonzac, Pierre-Léon Dusouchet, Jean-Marie Fage, André Favory, Gabriel Ferro, Othon Friesz, Léonard Foujita, Stéphanie Guerzoni, Wilhelm Gimmi, Albert Gleizes, Léopold Gottlieb, Aldo Greco, Arthur Greuell, Marcel Gromaire, Samuel Halpert, Kiyoshi Hasegawa, Henri Héraut, Fritz Herpfer, Louise Hervieu, Edmond Heuzé, Jean Janin, Pierre Jouffroy, Georges Kars, Louis de Kerstrat, Conrad Kickert, Moïse Kisling, Keizo Koyama, Per Krohg, Jean-Émile Laboureur, Léon Lafourcade, Roger de La Fresnaye, Pierre Laprade, Marie Laurencin, André La Vernède, Henri Le Fauconnier, Fernand Léger, Marcel Lémar, Henry Lerolle, Alfred Lesbros, Simon Lévy, Sonia Lewitska, André Lhote, Sven Otto Lindström, François Loehr, Fabius Lorenzi, Robert Lotiron, Maximilien Luce, Madeleine Luka, Frederick William MacMonnies, Alberto Magri, Lucien Mainssieux, Manolo, Jean-Emile Du Marboré, Marcel-Lenoir, André Marchand,  Jean H. Marchand, Alice Marie-Alix, Albert Marquet, Henri Matisse, Hendrik Willem Mesdag, Jean Metzinger, Simon Mondschein, Simon Mondzain, Luc-Albert Moreau, René Morère, Mela Muter, Louis Nicole, Raymond Pallier, Adolphe Péterelle, Jean Peské, Pablo Picasso, Louis Prat, Alphonse Quizet, Jean Ray, Irène Reno, Maurice Robin, François Roques, Lily Rossignol, Noële Roubaud, Henri Rousseau, Pierre Roy, Roger Roy, André Roz, Maurice Savin, Lodewijk Schelfhout, Pino della Selva, Gino Severini, René Seyssaud, Paul Signac, Ardengo Soffici, Théophile Alexandre Steinlen, Alexandre Stoppelaëre, René Thomsen, Henriette Tirman, Tobeen, Maurice Utrillo, André Utter, Suzanne Valadon, Maurice de Vlaminck, Charles Walch, Abraham Walkowitz, Edouard Waller, Gerda Wegener, Paul Welsch, William Carlos Williams, Percy Wyndham Lewis…

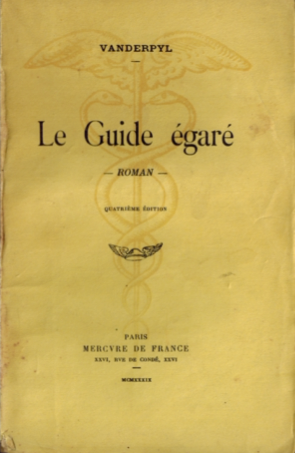
Vanderpyl, Le Guide égaré, roman autobiographique, 1939.

Autres : Blanche Albane (comédienne), Richard Anacréon (libraire et collectionneur), Georges Aubry (marchand d’art), Hermine Augé (enseignante, épouse de Vanderpyl), André Bacqué (comédien), docteur Bardou (neveu d’Hermine), Albert Barnoud (banquier et collectionneur), Louis Barthou (politicien), Alexandre Bernheim (galeriste), Bernier (galeriste), Léon Bertrand (percepteur et conseiller général), Élie-Joseph Bois (rédacteur en chef du Petit Parisien), Marcel Bosquette (directeur usine Peugeot, amateur d’art), Jacques Bouchinet (connaissance de Julien Green), Paul Bouillard (cuisinier), Aristide Briand (avocat et homme politique), Marcel-Georges Brindejonc des Moulinais (aviateur), Tage Bull (diplomate), Frits Buckers (ami néerlandais), Maurice Bunau-Varilla (patron de presse), Charles-Francis Caillard (éditeur), César Campinchi (avocat et homme d’État), Louis Carré (galeriste), Camille Charasson (frère d’Henriette), Raoul Charpillon (militaire), Berthe Combes (seconde épouse de Maurice de Vlaminck), Lucette et Gérard Conoir (galeristes), Michael Corten (prêtre et professeur à Rolduc), Colette Ducluzeau (galeriste), Albert Doyen (musicien, compositeur), Isabelle Dugas (sœur de Marthe Roux), Jacques Dutal (chanteur), Rose Elsie (cantatrice, belle-sœur de Vanderpyl), Eugène Figuière (éditeur), Jeanne Fort (fille de Paul Fort, épouse de Gino Severini), la baronne Renée Frachon (modèle de Brancusi, dame du monde), Henry Freeman (ami de Chicago), Maurice Garçon (avocat), René Gas (éditeur), Marie-Antoinette Gaudo-Paquet (comédienne), Gaston Gérard (maire de Dijon), May de Gesne, Katia Granoff (galeriste), John Gregory (voyageur américain), Thérèse Jouffroy (épouse de Pierre Jouffroy), Frits van Hennekeler (ami néerlandais), Morris Herzstein (médecin de San Francisco), Arthur Honegger (compositeur), Daniel-Henry Kahnweiler (collectionneur), J. Kühn (éditeur de photographies), Marguerite Labastie (concubine de Vanderpyl), Paulette Lacheux (parente des Jouffroy), Paul Legrand (commissaire de police honoraire de la ville de Paris, humoriste en activité), Reine Lorin (comédienne), Léonce-Pierre Manouvrier (médecin), Léon Marseille (galeriste), Ménard (marchand d’art, galerie d’Anjou), Albert et Noël Mercereau (frères d’Alexandre et de Jack), Jean Metthey (galeriste), Lila Michaelides (femme du monde), Albin Michel (éditeur), Adrienne Monnier (libraire-éditrice), dr. Monsarrat (médecin), Raymond Nacenta (galeriste), Fernande Olivier (compagne de Picasso), Auguste Perret (architecte), François Peugeot (industriel), Pierrefort (marchand d’estampes), Cato van der Pijl (médecin, l’une de ses sœurs), Paul Poiret (couturier et parfumeur), Prikken (chien des Vanderpyl), Édouard Renoir (neveu du grand peintre), Léone Ricou (mécène), Fanny Rinieri (sténographe), Aurélie Riol (concubine de Vanderpyl), Marthe Roux (sœur de Léone Ricou), Jeanette Salvesen (maîtresse norvégienne de Vanderpyl), Raymond Sans (ingénieur), Attilio Serpieri, Henry Justin Smith (chef d’édition dans la presse), Eugène Sylvain (comédien), Jean-Pierre Tuefferd (médecin), Colette Toussaint-Maizeroy (dédicataire d’un poème de Vanderpyl), Wilhelm Uhde (collectionneur), Alfred Vallette (éditeur), Robert Vergnes (explorateur), Guy & Élisabeth Volard-De Smet, Alice Vuillemain (maîtresse jurassienne de Vanderpyl), Pierre Waltz (helléniste), Berthe Weill (galeriste), Léon Zamaron (collectionneur)…